# Prva pomoč
Prva pomoč je neposredna in takojšnja zdravstvena oskrba poškodovanega, nenadno obolelega ali zastrupljenega na kraju dogodka, kar je državljanska in moralna dolžnost posameznika.
Prva pomoč omogoči poškodovancu čim prej in v kar najboljšem stanju priti do zdravniške pomoči. Velikokrat edinole hitra in pravilna prva pomoč reši življenje. Prva pomoč je potrebna tudi pri tistih poškodbah in nenadnih obolenjih, ki same po sebi ne ogrožajo življenja, lahko pa povzročijo okužbo ali poznejše zaplete in trajne posledice, če takoj pravilno ne ukrepamo.

## Zakonska osnova
V Sloveniji zakonsko dolžnost dajanja prve pomoči opredeljuje Zakon o zdravstvenem varstvu in zdravstvenem zavarovanju, ki določa, da je vsakdo je dolžan poškodovanemu ali bolnemu v nujnem primeru po svojih močeh in sposobnostih nuditi prvo pomoč in mu omogočiti dostop do nujne medicinske pomoči.

## Najnunejši postopeki ukrepanja
Načrt nujnega ukrepanja vsebuje pet ključnih točk ˝VODDO˝:
- V – varnost

Najprej je treba posebej pozorno preveriti, ali je mesto, kjer se nahaja prizadeti, varno. Šele ko smo prepričani, da nam nevarnost ne grozi, se lahko prizadetemu približamo. Tako ravnamo v vseh primerih, čeprav prizadeti zato prve pomoči ne dobi takoj. Prizadetemu namreč ne moremo pomagati, če se sami poškodujemo ali zbolimo. Splošno pravilo je, da poškodovanca ne premikamo, razen v primeru, da mu grozi nevarnost, ki je ne moremo odpraviti, npr. ogenj ali strupeni dimi in plini.
- O – odzivnost

Ko se približamo prizadetemu, najprej poskušamo ugotoviti, ali gre za stanje, ki ga življenjsko ogroža. Najprej preverimo, ali ni prizadeti v zastoju srca. Za srčni zastoj je značilno, da je prizadeti nezavesten (se ne odziva), ne diha in ne kaže znakov prisotnosti krvnega obtoka. Po ugotavljanju odzivnosti prizadetega uvrstimo v eno od dveh skupin: ali je neodziven in je lahko v srčnem zastoju ali se odziva in njegovo stanje ni tako zelo resno. Odzivnost prizadetega ugotavljamo tako, da položimo roke na ramena in ga glasno vprašamo: »Ali ste v redu?«. Če se prizadeti ne odzove, je v hudi nevarnosti in pri nudenju prve pomoči potrebujemo pomoč drugih reševalcev. Kličemo na pomoč v upanju, da nam bodo osebe v bližini priskočile na pomoč. Nato začnemo s sprostitvijo dihalne poti.
Če se prizadeta oseba odzove ga poskušamo ohraniti budnega tako da se mirno pogovarjamo z njo.če vseeo pade v nezavest , ga položimo v položaj za nezavestnega in si beležimo spremembe na obrazu.
- D – dihalna pot in dihanje

Pri neodzivnih ugotavljamo, ali dihajo, pred tem pa vedno sprostimo dihalno pot. Dihalno pot sprostimo z dvigom brade in vzvračanjem glave. Dihanje ugotavljamo tako, da poskušamo začutiti sapo na obrazu, da skušamo slišati sapo in z opazovanjem premikanja prsnega koša. Prizadeti, ki sami zadovoljivo dihajo, niso v srčnem zastoju. Vsekakor potrebujejo strokovno pomoč, oživljanja pa ne potrebujejo. Prizadeti, ki ne dihajo, so najverjetneje v srčnem zastoju in za uspešno oživljanje potrebujemo strokovno pomoč. Zato pomoč pokličemo po telefonu na številko 112 povemo KDO SMO ,KJE SMO ,KAJ SE JE ZGODILO ,KOLIKO JE PONESREČENCEV (če jih je več ) in KAKŠNO OSKRBO/POMOČ POTREBUJEMO ,šele nato pričnemo z zunanjo masažo srca in umetnim dihanjem (30 masaž : 2 vpiha).Poiščeš 2. plavajoče rbro in mu slediš do prsnice. Na tistem mestu prepleteš prste obeh rok stegneš roke in poskusiš potisniti čim globlje ( do 5 cm ). Pred oživljanjem pokličemo nujno medicinsko pomoč, razen če je žrtev otrok ali utopljenec. Tedaj začnemo takoj z oživljanjem, saj je vzrok zastoja srca najverjetneje zastoj dihanja in zato najprej eno minuto nudimo temeljne postopke oživljanja in nato pokličemo nujno medicinsko pomoč ter nadaljujemo s postopki oživljanja.
- O – krvni obtok

Prisotnost krvnega obtoka ugotavljamo posredno, na primer s tipanjem pulza, vendar to pri prizadetem v srčnem zastoju ni zanesljivo. Tudi znaki krvnega obtoka, kot so premikanje, požiranje in agonalni vdih niso zanesljivi. Zato se priporoča, da se z zunanjo masažo srca prične takoj, ko ugotovimo, da prizadeti ne diha normalno, pri čemer je pomembno, da tudi agonalno dihanje (predsmrtno, oteženo, nepravilno dihanje z apnoičnimi premori) ni normalno dihanje.